# 차분 진화
차분 진화(Differential evolution, DE)는 진화 연산에서 주어진 품질 척도와 관련하여 후보 솔루션을 개선하기 위해 반복적으로 시도하여 문제를 최적화하는 방법이다. 이러한 방법은 최적화된 문제에 대해 가정을 거의 또는 전혀 하지 않고 매우 넓은 공간의 후보 솔루션을 검색할 수 있기 때문에 일반적으로 메타휴리스틱스라고 알려져 있다. 그러나 DE와 같은 메타휴리스틱은 최적의 솔루션이 발견된다는 것을 보장하지 않는다.
DE는 다차원 실수 함수에 사용되지만 최적화되는 문제의 기울기 (벡터)를 사용하지 않는다. 즉, DE에서는 기울기 하강법 및 준뉴턴 방법과 같은 고전적인 최적화 방법에서 요구하는 것처럼 최적화 문제가 미분 가능하도록 요구하지 않는다. 따라서 DE는 연속적이지도 않고, 노이즈가 있으며, 시간에 따른 변화 등의 최적화 문제에도 사용될 수 있다.
DE는 후보 솔루션의 모집단을 유지하고 간단한 공식에 따라 기존 솔루션을 결합하여 새로운 후보 솔루션을 생성한 다음 현재 최적화 문제에 대해 가장 좋은 점수나 적합성을 갖는 후보 솔루션을 유지함으로써 문제를 최적화한다. 이러한 방식으로 최적화 문제는 후보 솔루션에 대한 품질 측정만 제공하는 블랙박스로 처리되므로 기울기가 필요하지 않다.
스톤(Storn)과 프라이스(Price)는 1990년대에 DE를 출시했다. 병렬 컴퓨팅, 다목적 최적화, 제한된 최적화에서 DE를 사용하는 이론적이고 실용적인 측면에 대한 책이 출판되었으며 이 책에는 응용 분야에 대한 설문 조사도 포함되어 있다. DE의 다각적인 연구 측면에 대한 설문 조사는 저널 기사에서 찾을 수 있다.

## 같이 보기
- 유전 알고리즘